# 構造的差別
構造的差別は、人種や性別などの特定の保護される特性を持つ個人に対する制度的差別の形態の1つであり、個人が得られる機会を制限する効果がある。構造的差別は、意図的に行われる場合と意図せずに行われる場合があり、公的あるいは私的な制度的方針に係る場合がある。こうした差別は、これらの政策が特定の社会集団が得られる機会に対して、過度に不均衡に悪影響を与える場合に発生する。
構造的差別の概念を定式化する方法としては、現在の不平等をもたらした過去の形態の差別に焦点を当てているものや、現在でも存在し、マイノリティ グループに不均衡に悪影響を与えうる政策に焦点を当てているものもある。過去に存在した構造的差別の明らかな例としては、アメリカ合衆国南部のジム・クロウ法がある。この法律は、教育、雇用、社会の他の分野における黒人アメリカ人の権利を明確に制限することを目的としていた。